# Edouard Boilly
Edouard Boilly (* 14. November 1799 in Paris; † 15. Januar 1854 ebenda) war ein französischer Komponist.

## Leben
Boilly entstammte einer Malerfamilie: Sein Großvater Arnould Boilly war Holzbildhauer, sein Vater war der Maler Louis-Léopold Boilly. Seine Brüder waren der Maler Julien Boilly und der Grafiker Alphonse Boilly, sein Neffe, der Sohn seines Halbbruders Simon, Eugène Boilly, wurde als Porträt- und Historienmaler bekannt.
Auch Boilly versuchte sich in seiner Jugend als Maler und Grafiker, studierte aber nach dem Besuch des Collèges von Versailles am Conservatoire de Paris. Seine Lehrer waren François-Joseph Fétis (Kontrapunkt) und François-Adrien Boieldieu (Komposition). 1823 gewann er mit der Kantate Pyrame et Thisbé den Premier Grand Prix de Rome.
Nach dem traditionellen Aufenthalt in der Villa Medici in Rom und einer Deutschlandreise ließ er sich 1826 in Paris nieder. Hier wirkte er als Klavierlehrer, u. a. am Lycée Louis-le-Grand, und als Repetitor in Fétis’ Klasse am Conservatoire de Paris.
Seine komische Oper Le bal du sous-préfet wurde 1844 erfolgreich an der Opéra-Comique aufgeführt. Seine weiteren Kompositionen sind verloren gegangen.